# Musica dell'antichità
La musica dell'antichità, nella storia della musica, è quella musica che sostituì la musica preistorica nelle differenti civiltà della cosiddetta Storia antica. Essa si riferisce ai vari sistemi musicali che furono sviluppati in varie regioni geografiche come Mesopotamia, Egitto, Persia, India e Cina, o in vasti bacini d'influenza culturale come quello greco e quello romano, ed è designata dalla caratterizzazione dei fondamentali quali note e scale. Potrebbe essere stata trasmessa attraverso metodi orali o scritti.

## Mesopotamia
Nel 1986, Anne Draffkorn Kilmer, ricercatrice della University of California a Berkeley, pubblicò una decifrazione di una tavoletta di argilla in caratteri cuneiformi proveniente da Nippur e datata intorno al 2000 a.C. Dimostrò che rappresentava istruzioni frammentarie per l'esecuzione di musica, che la musica era stata composta in armonie di terze e che era stata scritta anche con una scala diatonica (Kilmer 1986). La notazione in quella tavoletta non era così sviluppata come quella presente nella tavoletta cuneiforme più tarda, datata a circa il 1250 a.C. (Kilmer 1965). L'interpretazione del sistema notazionale è ancora controversa, ma è chiaro che la notazione indica i nomi delle corde della lira, e la sua messa a punto è descritta in altre tavolette (West 1994). Queste tavolette rappresentano le prime melodie registrate, anche se frammentarie, provenienti da qualsiasi parte del mondo (West 1994).

### L'arpa di Ur
Nel 1929, Leonard Woolley scoprì alcuni frammenti di quattro arpe mentre eseguiva degli scavi archeologici nelle rovine della città di Ur, ubicate in quella che era l'antica Mesopotamia nell'attuale Iraq. Alcuni di questi frammenti sono ora esposti all'University of Pennsylvania, al British Museum di Londra e a Baghdad. Essi risalgono al XXVII secolo a.C. Sono state tentate diverse ricostruzioni ma nessuna ha dato risultati del tutto soddisfacenti. A seconda delle varie definizioni, potrebbero essere classificate come lire anziché arpe. La più famosa è l'arpa testa di toro, conservata a Baghdad che è andata distrutta nel corso della seconda guerra in Iraq (Anon. 2005).

### Musica hurrita
Fra i testi hurriti provenienti da Ugarit si trovano alcuni dei più antichi esempi conosciuti di musica scritta, datati da circa il 1400 a.C. comprendenti una canzone completa. Esiste una ricostruzione di questo inno su una pagina web.

### Inno babilonese
Nel 2025 è stato riscoperto un antico Inno a Babilonia, scritto in accadico su tavolette d’argilla. Il testo, lungo circa 250 versi, era sparso in vari frammenti che sono stati riuniti grazie all’intelligenza artificiale da un gruppo di ricercatori dell’Università di Monaco (LMU) e dell’Università di Baghdad. L’inno elogia la città di Babilonia, il fiume Eufrate, la ricchezza della natura e descrive la vita urbana e religiosa. È uno dei pochi testi mesopotamici che parla della natura e del ruolo delle donne, soprattutto sacerdotesse. La scoperta è importante per capire meglio la cultura e la società dell'antica Mesopotamia.

## Musica egiziana
La musica dell'antico Egitto ebbe origini molto remote, tanto da rendere gli Egizi tra le prime civiltà di cui si hanno testimonianze musicali. Il ruolo della musica era molto importante, ed essa era legata, secondo la leggenda, al dio Thot.
Intorno al V millennio a.C. vennero introdotti i primi strumenti musicali, quali bacchette, tavolette e sonagli, utilizzati in rituali totemici. Le danze erano soprattutto propiziatorie alla caccia, magiche, di fecondazione e di iniziazione.

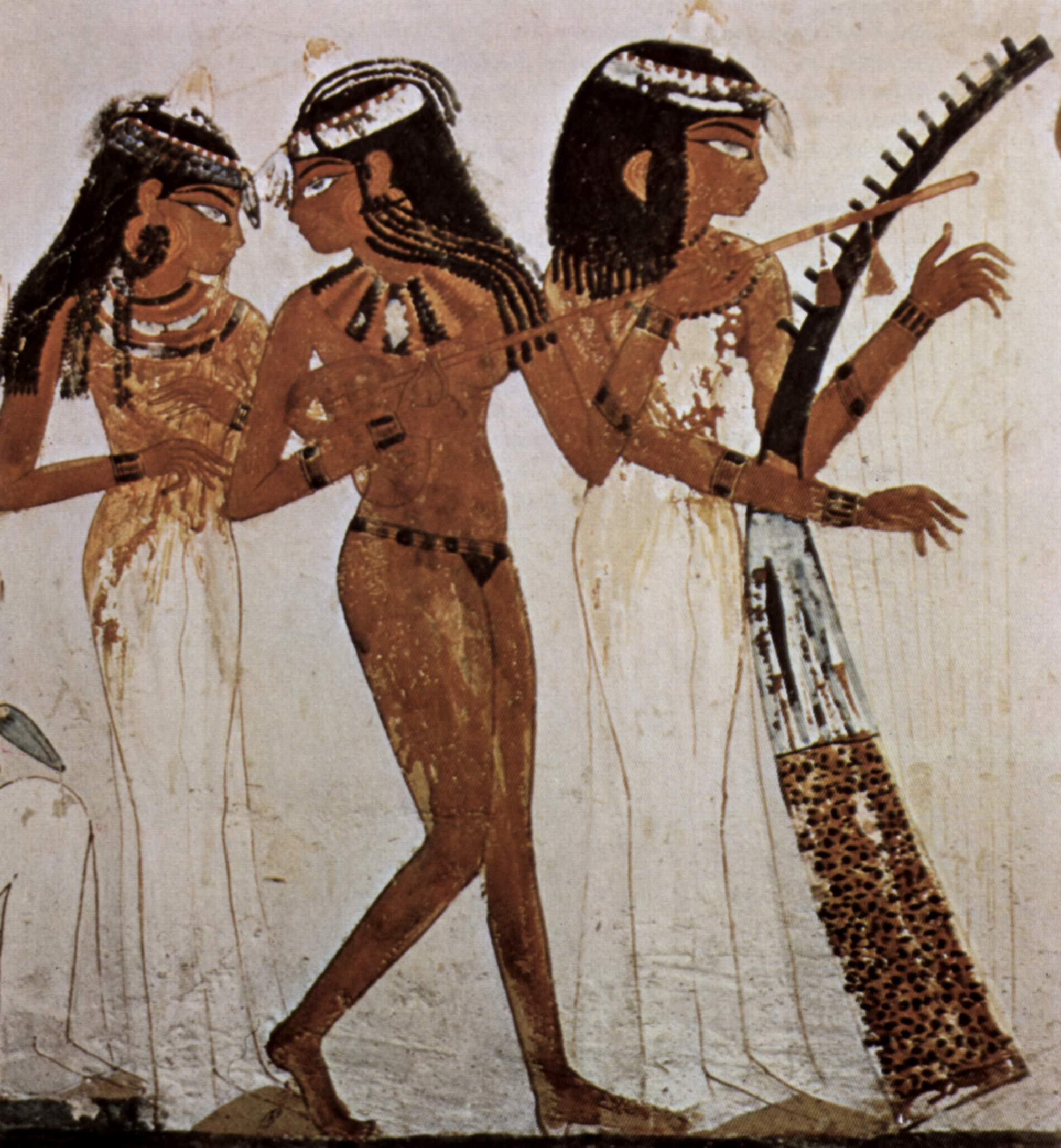
Musici di Amon, Tomba di Nakht, XVIII dinastia, Tebe

Nell'Antico Regno si creò l'usanza di una formazione strumentale composita, comprendente vari flauti, clarinetti e arpe arcuate, con un'ampia cassa armonica. Si trovano poi i crotali, il sistro, legato ad Hathor, la tromba, utilizzata in guerra e sacra ad Osiride, i tamburi, il liuto e il flauto, sacro ad Amon.
Durante il Medio Regno si introdussero il tamburo, la lira e alla danza rituale si aggiunse quella definibile professionale ed espressiva, in quanto aveva lo scopo di intrattenere lo spettatore. Il tipico strumento egizio, il sistro, vide in quest'epoca un allargamento del suo utilizzo.
Strumenti più sofisticati dovettero attendere più a lungo. I primi ad apparire dopo le percussioni furono gli strumenti a fiato (flauto, corno) e a corde (lira e cetra), di cui esistono testimonianze greche, egizie e mesopotamiche anteriori al X secolo a.C. Queste civiltà conoscevano già i principali intervalli fra i suoni (quinte, quarte, ottave), che erano usate come base per alcuni sistemi di scale. Da uno studio di Sachs sull'accordatura delle arpe è emerso che gli Egizi utilizzavano una scala pentafonica discendente e che conoscevano la scala eptafonica.
Purtroppo non è stato rintracciato nessuno spartito, quindi poco o nulla si sa sulle melodie dell'antichità egizia.

## Antica India
Strumenti musicali come il flauto a sette fori e vari tipi di strumenti a corda sono stati recuperati dai siti archeologici della Civiltà della valle dell'Indo.
Il Sāmaveda è una collezione (samhita) di inni, porzioni di inni e versi sparsi, tutti presi dal Rigveda, che venivano cantati, usando speciali melodie chiamate Samagana, dai sacerdoti Udgatar nei sacrifici in cui si offriva agli dei il succo della pianta di soma miscelato a latte ed altri ingredienti. Nell'antica India, la commemorazione dei sacri Veda comprendeva più indici diversi stili di recitazione dei sacri testi.
Il Nātyaśāstra è un trattato di arti sceniche dell'antica India riguardante il teatro, la danza e la musica. Venne scritto in data imprecisata (fra il 200 a.C. e il 200). Il Natya Shastra è basato sul più antico Natya Veda che contiene 36000 slokas (Ghosh 2002, 2). Purtroppo non è giunta a noi alcuna copia del Natya Veda. Ci sono studiosi che credono che potrebbe essere stato scritto da vari autori in tempi diversi. Il commento più autorevole sul Natya Shastra è Abhinavabharati di Abhinava Gupta.
Gran parte della discussione della musica nel Nātyaśāstra si concentra sugli strumenti musicali, ma sottolinea anche alcuni aspetti teorici che restano fondamentali per la comprensione della musica dell'India.

## Antica Grecia

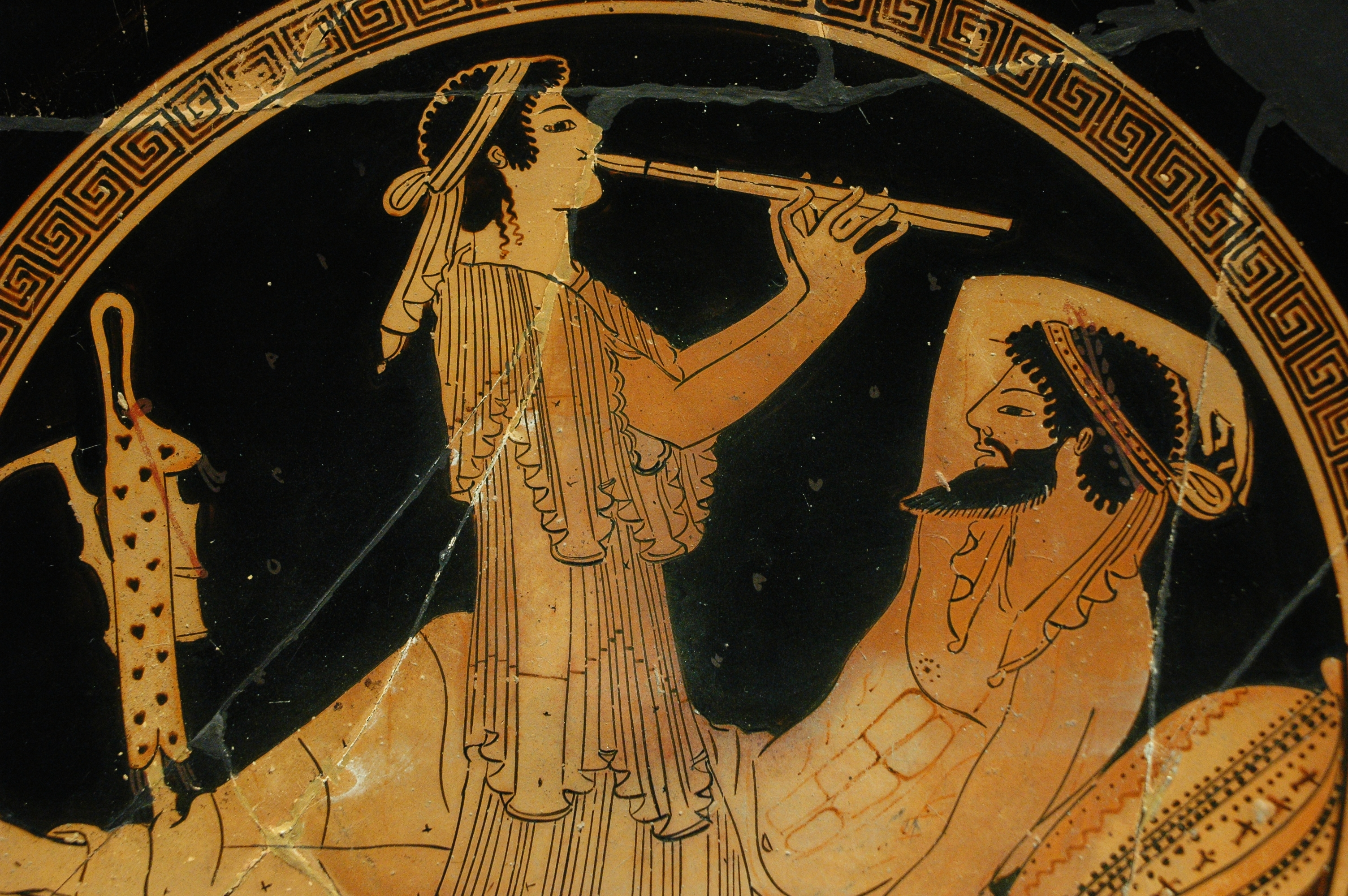
Symposium scena, c. 490 a.C.

Gli antichi musicisti greci svilupparono un proprio sistema di notazione musicale. Il sistema non fu ampiamente utilizzato ma comunque è rimasto un modesto corpus di musica notata della Grecia antica e dell'antica Roma. La poesia epica di Omero veniva originariamente cantata con accompagnamento strumentale, ma non ci sono melodie a noi note. Esistono però diverse canzoni complete nell'antica notazione musicale greca. Esistono tre completi inni di Mesomede di Creta (II secolo) in un manoscritto. Inoltre, esistono molti frammenti di musica greca, tra cui pezzi di tragedia, un canto corale di Euripide per il suo Oreste  e un intermezzo strumentale dall'Aiace di Sofocle.
Alcuni frammenti di musica greca, come quelli dell'Oreste, indicano chiaramente l'esecuzione di più note all'unisono. Fonti greche si riferiscono occasionalmente alla tecnica di riproduzione di più di una nota all'unisono. Inoltre, greci e persiani risulta usassero doppi pifferi e cornamuse, presenti in disegni antichi su vasi e pareti, oltre che su scritti (come in Aristotele, Problems, Book XIX.12), che descrive le tecniche musicali del tempo, tutte indicanti che era già nota l'armonia.

## Antica Roma
La musica nell'antica Roma prese in prestito pesantemente da quella delle culture dei paesi che erano stati conquistati dall'Impero, compresa la musica della Grecia, Egitto e Persia. La musica venne incorporata in molti settori della vita romana, tra cui quello militare, l'intrattenimento nel teatro romano, nelle cerimonie e pratiche religiose, e quasi in tutte le occasioni pubbliche / civili.
Il filosofo Boezio fu uno dei più noti studiosi di teoria musicale, le cui opere vengono considerate un trampolino di lancio attraverso il Medioevo. La sua opera De institutione musica divide la musica in tre categorie: Musica mundana (musica dell'universo), musica humana (musica delle cose umane), e musica instrumentalis (musica strumentale).